# Танъинь
Танъи́нь (кит. упр. 汤阴, пиньинь Tāngyīn) — уезд городского округа Аньян провинции Хэнань (КНР).

## История
При империи Хань в 205 году до н. э. здесь был создан уезд Данъинь (荡阴县), названный так потому, что располагался с иньской стороны реки Даншуй (荡水); река в свою очередь получила название от древнего царства Дан (荡国), по землям которого она протекала. При империи Восточная Вэй в 535 году уезд был переименован в Вэйдэ (魏德县), а в 543 году был присоединён к уезду Есянь (邺县).
При империи Суй в 586 году уезд Данъинь был создан вновь, а в 596 году он был переименован в Данъюань (荡源县). При империи Тан в 627 году река Даншуй была переименована в Таншуй (汤水), а уезд получил название Танъинь.
После победы в гражданской войне коммунистами была в августе 1949 года создана провинция Пинъюань, и уезд вошёл в состав созданного одновременно Специального района Аньян (安阳专区) провинции Пинъюань. 30 ноября 1952 года провинция Пинъюань была расформирована, и Специальный район Аньян перешёл в состав провинции Хэнань. В 1954 году уезд Цисянь был присоединён к уезду Танъинь. В 1957 году из уезда Танъинь был выделен город Хэби. В 1958 году Специальный район Аньян был присоединён к Специальному району Синьсян (新乡专区). В 1961 году Специальный район Аньян был воссоздан, и уезд вновь вошёл в его состав. В 1962 году из уезда Танъинь был вновь выделен уезд Цисянь. В 1968 году Специальный район Аньян был переименован в Округ Аньян (安阳地区). В 1983 году округ Аньян и город Аньян были расформированы, и был создан городской округ Аньян.

## Административное деление
Уезд делится на 5 посёлков и 5 волостей.